# Crossopetalum standleyi
Crossopetalum standleyi là một loài thực vật có hoa trong họ Dây gối. Loài này được (Lundell) Lundell mô tả khoa học đầu tiên năm 1961.